# Milan Ciganović
Milan Ciganović (în sârbă Милан Цигановић; n. 1888, Bosanski Petrovac⁠(d), Federația Bosniei și Herțegovinei, Bosnia și Herțegovina – d. 1927, Trubarevo⁠(d), Gazi Baba Municipality⁠(d), Orașul Skopje⁠(d), Macedonia de Nord) a fost un revoluționar sârb și unul dintre principalii organizatori ai asasinarii arhiducelui Franz Ferdinand în 1914.
Născut în Bosanski Petrovac, Ciganović s-a mutat mai târziu la Belgrad, unde s-a alăturat Mânii Negre. Ciganović a jucat un rol important în asasinarea arhiducelui austriac Franz Ferdinand, deoarece a livrat patru revolvere, șase bombe și o sticlă de otravă lui Nedeljko Čabrinović, Gavrilo Princip și Trifko Grabež. 
Ferdinand și soția sa, Sofia, au fost uciși la 28 iunie 1914 de Gavrilo Princip. După arestarea lor, atât Princip, cât și Čabrinović au fost interogați de poliție, în urma căreia i-au numit pe restul conspiratorilor. Printre aceștia se număra Muhamed Mehmedbašić⁠(d), care a reușit să scape, și Vaso Čubrilović⁠(d), Danilo Ilić⁠(d), Cvjetko Popović⁠(d) și Miško Jovanović⁠(d) au fost arestați, acuzați de trădare și spânzurați.
După aceea, Ciganović și maiorul Vojislav Tankosić⁠(d) au fost numiți drept organizatorii efectivi ai asasinatului. La 25 iulie 1914, guvernul austro-ungar a cerut guvernului sârb să aresteze conspiratorii și să-i trimită la Viena pentru a fi judecați de un tribunal austriac. În aceeași zi, prim-ministrul sârb Nikola Pašić a informat guvernul austro-ungar că nu a putut efectua arestarea, deoarece o astfel de acțiune ar încălca constituția sârbă. Trei zile mai târziu, Austro-Ungaria a declarat război Serbiei.
În urma asasinatului, guvernul sârb l-a trimis pe Ciganović în Statele Unite, pentru siguranța sa. S-a întors acasă în 1919 și a fost răsplătit cu un de teren de guvern. S-a căsătorit și s-a ocupat cu agricultura.
A murit la 1 septembrie 1927 în Trubarevo.